# Yojiro Takita
Yojiro Takita (em japonês 滝田洋二郎 Takita Yōjirō; Toyama, 4 de dezembro de 1955) é um diretor de cinema japonês, mais conhecido pelo filme Okuribito.

## Filmografia
| Ano  | Título original     | Título no Brasil               | Título em Portugal | Observações                                                   |
| 2008 | Okuribito           | A Partida                      | Despedidas         | vencedor do prêmio Oscar de melhor filme estrangeiro em 2009. |
| 2005 | Ashura-jô No Hitomi | Ashura - A Rainha dos Demônios |                    |                                                               |
| 2003 | Mibu Gishi Den      |                                | A Última Espada    | vencedor de três prêmios da Academia Japonesa de Cinema       |